# Aktion & Kultur mit Kindern
Der Verein Akki – Aktion & Kultur mit Kindern e.V. in Düsseldorf ist ein als freier Träger der Jugendhilfe anerkannter gemeinnütziger Verein. Als kulturelle Bildungseinrichtung hat sich Akki e.V. auf die Konzeption und Realisierung von kulturpädagogischen Projekten, Workshops und Aktionen spezialisiert. Der Verein wurde 1985 von Christoph Honig gegründet und hat seinen Sitz im Kinderkulturhaus in Düsseldorf-Oberbilk, das 2006 eröffnet wurde.

## Aufgabe und Methodik
Nach eigenen Interessen und Motiven sollen sich Kinder und Jugendliche aktiv und selbstständig spielerisch mit Projektinhalten auseinandersetzen. Der Akki e.V. stellt dafür vielgestaltige, multidimensionale und komplexe Lernräume bereit, macht weitere Ressourcen, Räume, Zeiten und Materialien verfügbar, stellt kompetente Personen unterstützend zur Seite und schafft Gelegenheiten zur Selbstbildung. Kompetente Fachleute aller Kunst- und Kultursparten unterstützen in speziell dafür mit entsprechendem Material eingerichteten Werkstätten Kinder, ihre eigenen kreativen Ausdrucksformen zu entwickeln. So versteht sich der Akki e.V. als Vermittler künstlerischer Themen und kultureller Traditionen sowie als Förderer kindlicher Kreativität außerhalb der Schule.
Auftraggeber und Kooperationspartner sowie Förder sind u. a. Jugend- und Kulturämter, diverse Verbände und Vereine, Schulen, Freizeit- und Kultureinrichtungen sowie Firmen und Sponsoren.

## Projektbeispiele

### Kinderstadt „Düsseldörfchen“
Die Kinderspielstadt „Düsseldörfchen – Stadt der Kinder“ ist ein Partizipationsprojekt und wird seit 1989 in den Sommerferien im Auftrag des Jugendamtes der Stadt Düsseldorf und im Rahmen der „Düsselferien“ veranstaltet. 350 Kinder im schulpflichtigen Alter bauen eine eigene Stadt und gestalten sie nach eigenem Verständnis. Jedes „Düsseldörfchen“ steht unter einem anderen Schwerpunktthema (Mittelalter, Zukunft, Kultur oder Politik).

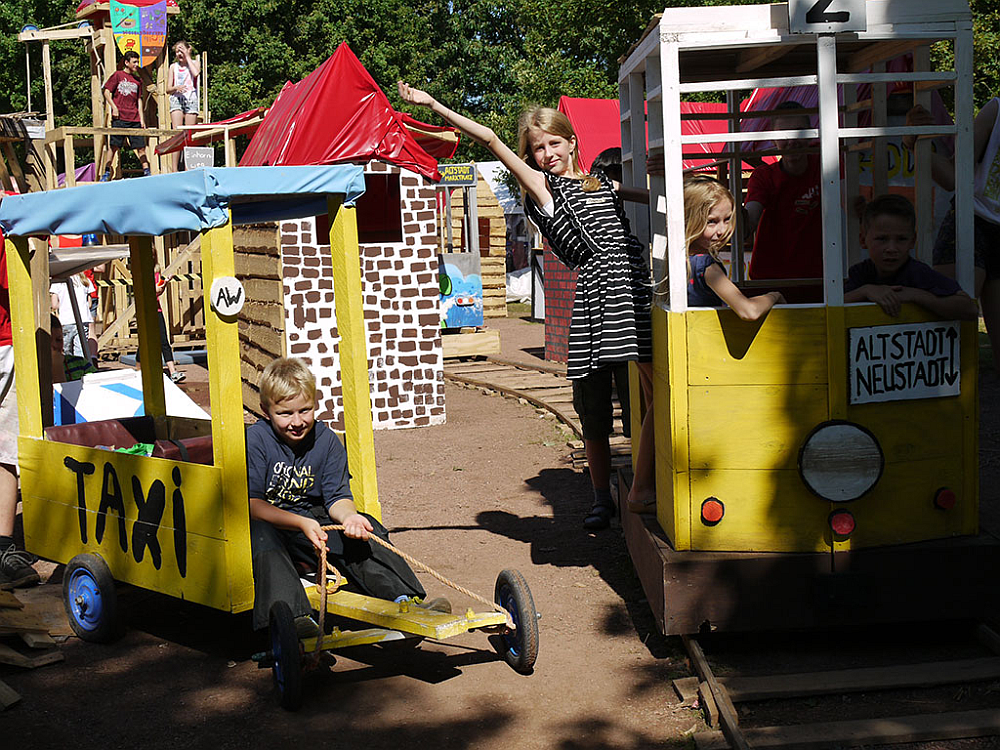
Düsseldörfchen, das Ferienprojekt von Akki

### Drachen-Kunst-Projekt
„Bilder am Himmel“ ist seit 1986 ein Drachen-Kunst-Projekt im Herbst auf der Düsseldorfer Rheinwiese. Kinder und Künstler gestalten gemeinsam große fliegende Bilder, die in einer abschließenden „fliegenden Ausstellung“ präsentiert werden.

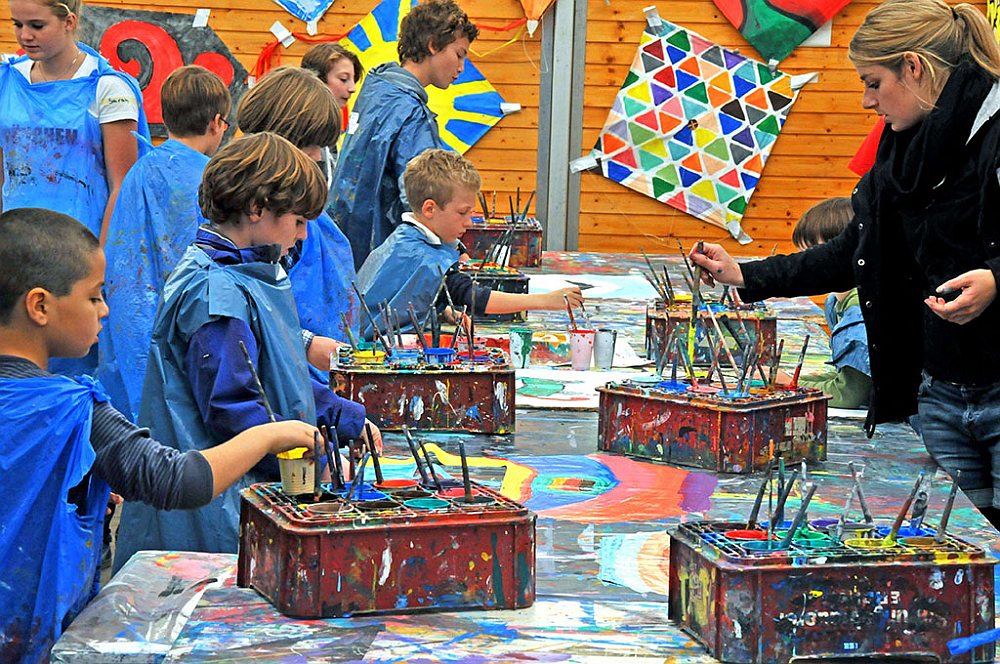
Kinder malen Drachen für die Aktion "Bilder am Himmel" von Akki

### Mitmach-Ausstellungen
Seit 1994 entwickelt und realisiert Akki Mitmach-Ausstellungen für Kinder zu unterschiedlichen Themen, die Raum für eigenständiges Hantieren, Experimentieren, für entdeckendes Lernen und Mitgestalten bieten:
- „Schon gehört? -Klang, Musik, Geräusch“,
- „Die Mitmachmaschine“
- „Lichtspiele“
- „Luffft“
- Mehr und mehr. Vom Wachsen
- „hää?“ Mitmach-Sprach-Ausstellung

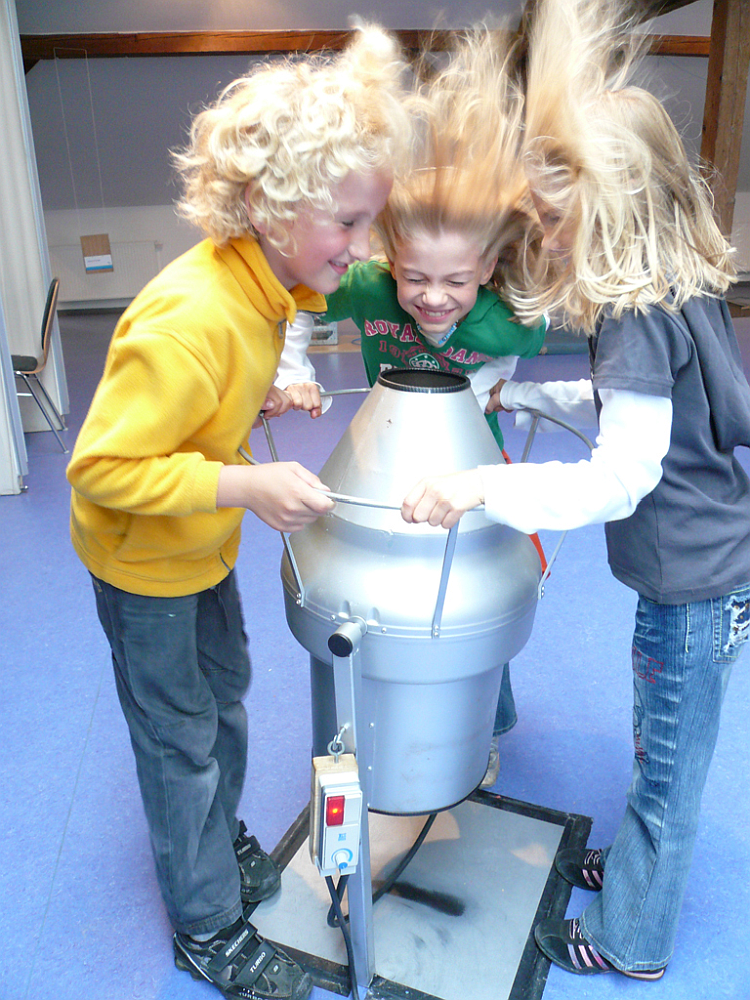
Kinder bei der Mitmachausstellung "Luffft" von Akki

Diese interaktiven Ausstellungen sind als Wanderausstellungen angelegt und waren u. a. im Deutschen Museum (München), auf der Expo 2000 (Hannover) sowie im Kindermuseum „Labyrinth“ Berlin und im Lehmbruck-Museum Duisburg zu sehen.

### Medienwerkstatt „Clipper“
In der Medienwerkstatt „Clipper“ bekommen Kinder und Jugendliche seit 1988 professionelle medienpraktische Unterstützung. Zur beruflichen Orientierung, für filmästhetische Experimente oder als Anlaufstelle für die Umsetzung eigener Filmgeschichten. Die Medienwerkstatt „Clipper“ ist Kooperationspartner im kommunalen Netzwerk Schule, Jugend, Kultur.

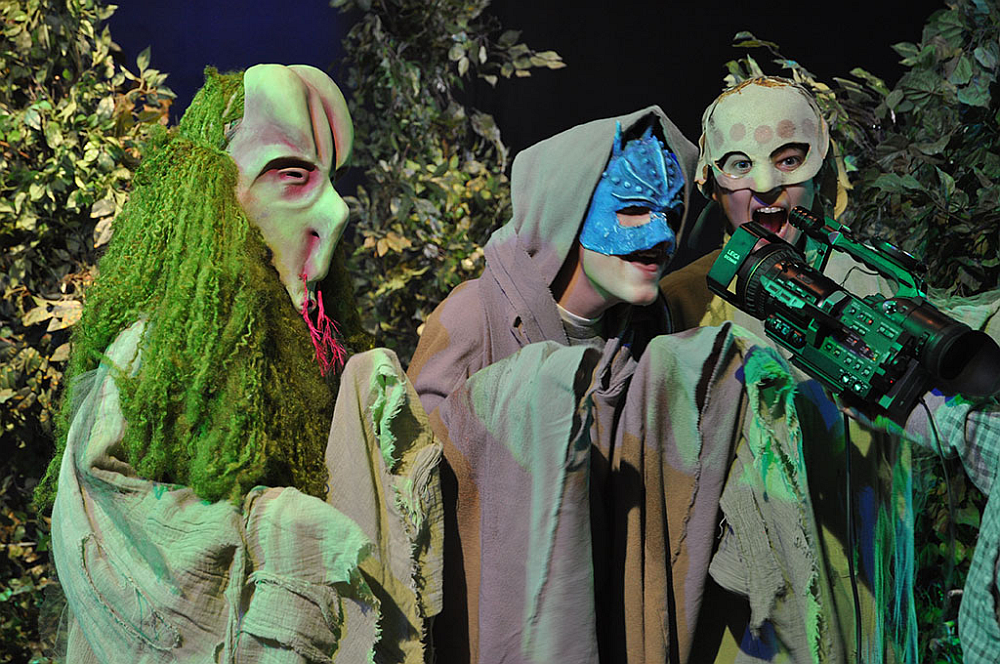
Aus einem Clipper-Filmprojekt von Akki e.V.

## Auszeichnungen und Mitgliedschaften
Akki e.V. ist Mitglied im / in der…
- DPWV - Der Paritätische
- LKD – Landesarbeitsgemeinschaft kulturpädagogische Dienste, Jugendkunstschulen Nordrhein-Westfalen
- GMK – Gesellschaft für Medienpädagogik und Kommunikationskultur
- Bundesverband Deutscher Kinder- und Jugendmuseen

Bisher wurde Akki e.V. mit folgenden Preisen ausgezeichnet:
- 1988: „Spielen in der Stadt“ des Ministeriums für Stadtentwicklung und Verkehr, Nordrhein-Westfalen
- 1996: Civis ’96, Bundesregierung & ARD (geteilter Preis)
- 1996: Sonderpreis des Deutschen Kulturpreises 1996 der Stiftung Kulturförderung, München
- 2005: „Mixed up“ – Kulturpreis von „Kultur macht Schule“ der BKJ, Remscheid
- 2006: Jugendkulturpreis der Sparkassen-Kulturstiftung Rheinland, Düsseldorf

## Publikationen
- LKD, Landesarbeitsgemeinschaft Kulturpädagogische Dienste (Hrsg.), Jugendkunstschulen NRW e.V.; Akki – Aktion und Kultur mit Kindern e.V.: Vielfalt ist ihre Stärke – Jugendkunstschule 2010: Dokumentation des Jugendkunstschultags NRW 1997 in Düsseldorf (12. bis 13. September 1997) , Unna: LKD-Verl., 1997, ISBN 3-931949-10-9.
- Aktion & Kultur mit Kindern e.V.; Honig, Christoph [Red.]: Grundrauschen: Reader zum Modellversuch „Clipper-Videomagazin“, Unna: LKD-Verl., 1995, ISBN 3-931949-00-1.
- BJKE e.V./Akki e.V. (Hrsg.). Christoph Honig: Preis & Wert von Dienst & Leistung: Kulturpädagogik in der Diskussion um Projektorientierung und neue Steuerungsmodelle. Unna: LKD-Verl. 1995, ISBN 3-925426-96-5.
- Kultur im Spiel Nr. 2 LKD-Verlag 1990, ISBN 3-925426-25-6.
- Kultur im Spiel Nr. 3 LKD-Verlag 1990, ISBN 3-925426-42-6.